# Biblioteca islámica Félix María Pareja
La Biblioteca Islámica "Félix María Pareja" es una biblioteca especializada en el mundo árabe y en la religión musulmana que tiene su sede en la Agencia Española de Cooperación Internacional para el Desarrollo (AECID), organismo público del cual depende, en Madrid. Su nombre honra a quien la fundó en 1954, el jesuita y arabista Félix María Pareja, aunque es más conocida como la Biblioteca Islámica de Madrid. Fue fundada paralelamente al Instituto Hispano-Árabe de Cultura, como centro de estudio y apoyo documental para los interesados en el mundo árabe-islámico. Antiguamente perteneció al antiguo Instituto de Cultura Hispánica, y desde 1992 comparte instalaciones con la Biblioteca Hispánica.
Es, junto con Casa Árabe, uno de las grandes instituciones de difusión de la cultura árabe-hispánica. A partir de 1974, la Biblioteca Islámica logra un presupuesto propio, lo que le permite desarrollar una política de adquisiciones, así como incorporar funcionariado. Algunos documentos de la biblioteca proceden también de donaciones provenientes de Arabia Saudí, Kuwait, El Líbano o Marruecos, siendo el manuscrito más antiguo un tratado de medicina de 1519. El catálogo fue digitalizado bajo la dirección de Nuria Torres Santo Domingo, entre 1994 y 2002.

## Historia
Fundada en 1954, su primer 'bibliotecario' fue el jesuita Félix María Pareja, cuya labor de síntesis bibliográfica la colocó entre las mejores de España en su contexto. Veinte años después de su creación, la Islámica dispuso por primera vez de su propia partida presupuestaria y de nuevas instalaciones en la avenida de Juan XXIII de Madrid (situación propiciada por el hecho cuando el Instituto de Cultura Hispánica quedó al cuidado del Ministerio de Asuntos Exteriores).
La modificación nominal del Instituto Hispano-Árabe de Cultura en 1988, que pasó a llamarse Instituto de Cooperación con el mundo árabe supuso a su vez un replanteamiento interno de la biblioteca, que desde dos años antes había comenzado a editar su propia revista. Posteriormente, sus instalaciones fueron trasladadas junto con el Instituto a la avenida de los Reyes Católicos.
En el catálogo de la Biblioteca Islámica pueden encontrarse obras de arabistas clásicos (Lévi-Provençal, Reinhart Dozy, Arthur J. Arberry, Wilhelm Ahlwardt) o los españoles Julián Ribera, Codera, González Palencia, Miguel Asín Palacios o Emilio García Gómez, primer director de la Escuela de Estudios Árabes de Madrid. También forman parte de la colección el Kitāb Al-aġānī de Abū al-Faraǧ al-Iṣbahānī, las obras de Bādīʿ al-Zamān al-Hamaḏānī, el Ṣaḥīḥ de al-Buẖārī, o gramáticas antiguas (como la de Cañes, de 1775) y manuscritos, entre los que puede destacarse el catálogo de Miguel Casiri sobre los originales del Escorial.
Además de las distintas donaciones particulares, en 2015 la Biblioteca Islámica recibió un lote de 300 libros, donado por la Casa Árabe.